# Villoria
Ne doit pas être confondu avec Viloria (homonymie).
Villoria est une commune de la province de Salamanque dans la communauté autonome de Castille-et-León en Espagne.

## Géographie
Villoria est située à 818 mètres d'altitude, au cœur de la Meseta. La commune appartient à la province de Salamanque, dans le canton de Las Villas. Le territoire de la commune s'étend sur 31,39 km². La ville se situe sur une faille géologique qui s'étend du territoire de la commune, jusqu'à la localité proche d'Alba de Tormes. Les géologues estiment que cette faille représente un grand intérêt dans l'étude de la formation du bassin du Douro.